# WUKY
WUKY ist die Flaggschiff-Station des National Public Radio in Kentucky. Die Station sendet ein Adult Album Alternative (Indie Rock) Format. Neben Übernahmen von NPR, Public Radio International, der BBC und American Public Media werden über 100 Stunden eigenes Musikprogramm die Woche gesendet. Die Studios befinden sich in McVey Hall auf dem UK-Campus.
WUKY sendet mit 100 kW auf UKW 91,3 MHz. Über drei HD-Kanäle werden unterschiedliche programme verbreitet: HD-1 WUKY-NPR Rocks at 91.3; HD-2 NPR und auf HD-3 WUKX Jazz 24.
WUKY war die erste Universitätseigene Station in den USA und startete ihren Betrieb in den 1940er Jahren als Sender der University of Kentucky. Seitdem ist die Station stark lokal in Kentucky verankert und veranstaltet einen "Gallery Hop" und den Bluegrass Mud Run.